# Lund-sletten
Lund-sletten (svensk: Lundaslätten) kaldes sletten omkring Lund og Dalby som ligger i blandt andet Lunds kommune, Burlövs kommune og Staffanstorps kommune. Fortsættelsen af sletten omkring Landskrona kaldes også Landskronasletten.
Slettens gode jord gør at landskabet præges af et højintensivt landbrug. Jorden er stenfattig og består af kalkrigt moræneler. Jorden kaldes også sydvestmorænen og betragtes som Sveriges bedste. Terrænet er meget fladt og jævnt. Mod nord hæver en sletteryg sig omkring 90-110 meter over havet som Romeleåsens nordvestspids mellem Kävlingeån og Höje å. 
Historisk har Lund-sletten udgjort et strategisk magtcentrum i det sydvestlige Skåne. De dominerende byer er været Dalby og Uppåkra/Lund, hvor Lund til sidst kom til at dominere over de andre. Stederne lå nær sejlbare vandløb oppe på en højde, med god udsigt før eventuelle fjendtlige angreb langs vejene.
Slaget ved Lund i 1676 fandt sted her.